# Frederic Storm
Frederic Storm (* 2. Juli 1844 in Elsass, Frankreich; † 9. Juni 1935 in Bayside, New York) war ein US-amerikanischer Politiker. Zwischen 1901 und 1903 vertrat er den Bundesstaat New York im US-Repräsentantenhaus.

## Werdegang
Frederic Storm wurde 1844 in Frankreich geboren. Zwei Jahre später wanderte seine Familie in die Vereinigten Staaten ein und ließ sich in New York City nieder. Im selben Jahr brach der Mexikanisch-Amerikanische Krieg aus. Storm besuchte öffentliche Schulen in New York City und war später im Zigarrenmanufakturgeschäft tätig. Politisch gehörte er der Republikanischen Partei an. Er nahm 1894 an der verfassunggebenden Versammlung von New York teil. Im folgenden Jahr wurde er in die New York State Assembly gewählt. Zwischen 1894 und 1900 saß er im Queens County Republican Committee und hatte drei Mal den Vorsitz. Er war der Gründer des Flushing Hospitals. Bei den Kongresswahlen des Jahres 1900 wurde Storm im ersten Wahlbezirk von New York in das US-Repräsentantenhaus in Washington, D.C. gewählt, wo er am 4. März 1901 die Nachfolge von Townsend Scudder antrat. Im Jahr 1902 erlitt er bei seiner Wiederwahlkandidatur eine Niederlage und schied nach dem 3. März 1903 aus dem Kongress aus. Danach ging er dem Bankengeschäft in Bayside nach. Storm gründete 1905 die Bayside National Bank und war bis zu seinem Rücktritt 1920 ihr Präsident. Er verstarb am 9. Juni 1935 in Bayside und wurde dann auf dem Flushing Cemetery in Flushing beigesetzt.